# Guerra romano-sassànida del 572-591
La guerra romano-sassànida del 572-591 fou un conflicte militar entre l'Imperi Romà d'Orient i l'Imperi Sassànida. El seu desencadenant foren unes revoltes proromanes a la part del Caucas que aleshores es trobava en l'esfera d'influència sassànida, tot i que també hi contribuïren altres factors. La guerra es disputà principalment al sud del Caucas i Mesopotàmia, amb algunes batalles lliurades a l'est d'Anatòlia, Síria i allò que avui en dia és el nord de l'Iran.
Va ser l'última de les moltes guerres entre els dos imperis, seguint un patró en què es va concentrar a les províncies frontereres i cap de les parts va aconseguir una ocupació duradora del territori enemic més enllà d'aquesta zona. Va precedir un conflicte final molt més ampli i dramàtic a principis del segle vii.

## Antecedents
Després d'una dècada del Tractat de Dara del 562, les tensions van augmentar en tots els punts d'intersecció entre les esferes d'influència dels dos imperis, com ja havia passat abans quan va esclatar la guerra als anys 520. El 568–569, els romans orientals es van comprometre en negociacions finalment fallides: ambaixada de Zemarc amb els gokturks (turcs orientals) per a una aliança contra Pèrsia. El 570, els sassànides van envair el Iemen, expulsant els aliats axumites dels romans orientals i restaurant el Regne himiarita com a estat client. Entre el 570 i el 571, els clients àrabs dels sassànides, els làkhmides, van llançar incursions en territori romà, encara que en ambdues ocasions foren derrotats pels gassànides, que eren estat client dels romans. El 570, els romans orientals van fer un acord secret per donar suport a una rebel·lió armènia contra els sassànides, que va començar el 571, acompanyada d'una altra revolta al Regne d'Ibèria.

## La guerra
A principis del 572, els armenis de Vardanes II Mamiconi van derrotar el governador persa d'Armènia i van capturar el seu quarter general a Dvin. Els perses aviat van recuperar la ciutat però poc després va ser capturada de nou per les forces armènies i romanes combinades, començant les hostilitats directes entre romans i perses. Malgrat les freqüents revoltes al segle v, durant les guerres anteriors del segle vi els armenis s'havien mantingut en gran part lleials als seus senyors sassànides, a diferència dels seus veïns i companys cristians d'Ibèria i Làzica (Còlquida). En unir-se als ibers, lazis i romans en una coalició dels pobles cristians de la regió, els armenis van canviar dràsticament l'equilibri de poder al Caucas, ajudant les forces romano orientals a portar la guerra més profundament al territori persa del que abans havia estat possible en aquest front. Durant la guerra, les forces romanes van poder envair fins a Albània, actual Azerbaidjan, on fins i tot hi van hivernar.
A Mesopotàmia la guerra va començar de manera desastrosa per als romans d'Orient. Després d'una victòria a la batalla de Sargató el 573, van assetjar Nísibis, el principal baluard de les defenses frontereres perses, i aparentment estaven a punt de capturar aquesta, quan la destitució brusca del seu general Marcià va provocar una retirada desordenada. Aprofitant la confusió romana d'Orient, Còsroes I va contraatacar ràpidament i va assetjar Dara que va caure després de quatre mesos. Al mateix temps, un exèrcit persa més petit sota Adarmahan va devastar Síria, saquejant Apamea i altres ciutats, retirant-se de Síria pròpiament dita per fer front als romans d'Orient prop d'Antioquia. Per empitjorar les coses, l'any 572 Justí II el Jove havia ordenat l'assassinat Al-Mundhir (III) ibn al-Hàrith dels gassànides, i com a resultat de l'atemptat infructuós contra la seva vida, al-Mundhir va trencar la seva aliança amb els romans d'Orient, deixant al descobert la seva frontera desèrtica.
La caiguda de Dara, el principal bastió romà d'Orient de Mesopotàmia, va portar a Justí a una crisi nerviosa, i el control de l'Imperi Romà d'Orient va passar a la seva esposa Sofia i a Tiberi Constantí. Els nous regents van acordar pagar 45.000 nomismes per una treva d'un any, i més tard l'any la van ampliar a cinc anys, assegurats amb un pagament anual de 30.000 nomismes. Tanmateix, aquestes treves només s'aplicaven al front de Mesopotàmia; al Caucas, la guerra va continuar.

## La darrera campanya de Còsroes I
L'any 575, els romans d'Orient van aconseguir resoldre les seves diferències amb els gassànides, que van saquejar Hira, la capital dels Làkhmides mentre els romans d'Orient aprofitaven la situació favorable al Caucas per fer campanya a l'Albània del Caucas i aconseguir ostatges de les tribus natives.
En 576, Còsroes I va iniciar la que havia de ser la seva darrera campanya i una de les seves més ambicioses, organitzant un atac de llarg abast pel Caucas fins a Anatòlia, on els exèrcits perses no havien estat des del segle iii. Els seus intents d'atacar Teodosiòpolis d'Armènia i Cesarea de Capadòcia es van frustrar però va aconseguir saquejar Sebaste d'Armènia abans de retirar-se sent interceptat i severament derrotat prop de Melitene per Justinià, i després de saquejar Melitene mentre fugien, el seu exèrcit va patir més grans pèrdues mentre travessaven l'Eufrates sota atac romà. Segons els informes, Còsroes estava tan sacsejat per aquest fiasco i la seva pròpia fugida que va establir una llei que prohibia a qualsevol dels seus successors dirigir un exèrcit en persona, tret que s'enfrontés a un altre monarca també en campanya en persona. Els romans d'Orient van explotar el desordre persa atacant profundament l'Albània del Caucas i l'Azerbaidjan, llançant incursions a través del mar Caspi contra el nord de l'Iran, hivernant en territori persa i continuant els seus atacs fins a l'estiu del 577. Còsroes va demanar la pau, però una victòria a Armènia del seu general Tahm-Khusro sobre Justinià va endurir la seva determinació i la guerra va continuar.

## La guerra torna a Mesopotàmia
L'any 578, quan els romans estaven confiats els perses van trencar la treva i van envair Mesopotàmia, just quan arribava el nou magister militum d'Orient, Maurici, que va restablir la disciplina de les legions. El general persa Tamcosroes es va apoderar de la fortalesa de Tomana i va arribar fins Amida; Després de les incursions perses a Mesopotàmia, Maurici va muntar incursions a banda i banda del Tigris, va capturar la fortalesa d'Aphumon i va saquejar Singara. Còsroes I va tornar a buscar la pau el 579, però va morir abans que es pogués arribar a un acord i el seu successor Ormazd IV va trencar les negociacions.
L'any 580, els gassànides van aconseguir una altra victòria sobre els làkhmides, mentre que les incursions romanes d'Orient van tornar a penetrar a l'est del Tigris. No obstant això, al voltant d'aquesta època el futur Còsroes II va ser encarregat de la situació a Armènia, on va aconseguir convèncer la majoria dels líders rebels de tornar a la lleialtat sassànida, tot i que Ibèria es va mantenir lleial als romans d'Orient. L'any següent, una campanya ambiciosa al llarg de l'Eufrates de les forces romanes d'Orient sota Maurici i les forces gassànides sota al-Mundhir III no va aconseguir progressos, mentre que els perses del general Adarmahan van organitzar una campanya devastadora a Mesopotàmia. Maurici i al-Mundhir es culpaven mútuament d'aquestes dificultats, i les seves recriminacions mútues van portar a la detenció d'al-Mundhir l'any següent sota sospita de traïció, desencadenant la guerra entre romans d'Orient i gassànides i marcant l'inici del final del regne gassànida.

## Estancament
L'any 582, després d'una victòria a Constantina sobre Adarmahan i Tamcosroes on aquest últim va morir, Maurici va ser aclamat emperador romà d'Orient després de la mort de Tiberi II. L'avantatge obtingut a Constantina es va perdre quan el seu successor com a magister militum d'Orient, Joan Mistacó, va ser derrotat al riu Nymphios per Kardarigan. Durant la meitat de la dècada del 580, la guerra va continuar de manera inconcloent a través d'atacs i contraatacs, i converses de pau fallides, i l'únic enfrontament significatiu va ser una victòria romana d'Orient a la batalla de Solacó el 586.
L'arrest per part dels romans d'Orient del successor d'al-Mundhir III, an-Numan VI, l'any 584, va provocar la fragmentació del regne dels gassànides, que va tornar a una coalició tribal laxa i mai va recuperar el seu poder anterior. El 588, un motí de les tropes romanes d'Orient no pagades contra el seu nou comandant, Prisc, semblava oferir als sassànides una oportunitat per a un avenç, però els mateixos amotinats van rebutjar l'ofensiva persa posterior; després d'una derrota posterior a la batalla de Tsalkajur, els romans d'Orient van obtenir una altra victòria a la batalla de Martiriòpolis. Durant aquest any, un grup de presoners presos a la caiguda de Dara 15 anys abans es van escapar de la seva presó al Khuzestan i van lluitar per tornar al territori romà d'Orient.

## Guerra civil sassànida
El 589 la guerra es va transformar bruscament. A la primavera, la disputa salarial romana d'Orient es va resoldre posant fi al motí, però Martiriòpolis va caure en mans dels perses i els intents romans d'Orient de recuperar-la van fracassar, encara que els romans d'Orient van guanyar la batalla de Sisauranó. Al Caucas, les ofensives romanes d'Orient i ibèriques van ser rebutjades pel general persa Vararanes Chobin, que recentment havia estat traslladat del front de l'Àsia central on va combatre una guerra amb els Turcs Orientals. Tanmateix, després de ser derrotat pels romans d'Orient de Romà al riu Araxes, Vararanes va ser acomiadat despectivament per Ormazd IV.
El general, enfurismat per aquesta humiliació, va revoltar-se que aviat va obtenir el suport de bona part de l'exèrcit sassànida. Alarmat pel seu avanç, l'any 590 els membres de la cort persa van enderrocar i van matar Ormazd, elevant el seu fill al tron com a Còsroes II. Vararanes va continuar amb la seva revolta i Còsroes, derrotat, es va veure obligat a fugir a territori romà d'Orient, mentre Vararanes va prendre el tron com a Vararanes VI, marcant la primera interrupció del govern de la dinastia sassànida des de la fundació del seu imperi. Amb el suport de Maurici, Còsroes es va proposar recuperar el tron, guanyant el suport del principal exèrcit persa a Nisibis i retornant Martiriòpolis als seus aliats romans d'Orient. A principis de 591, un exèrcit enviat per Vararanes va ser derrotat pels partidaris de Còsroes prop de Nisibis, i Ctesifont va ser posteriorment pres per Còsroes per Mahbodh. Després d'haver restaurat Dara a control romà d'Orient, Còsroes i el magister militum d'Orient, de Narses, van dirigir un exèrcit combinat de tropes romanes d'Orient i perses de Mesopotàmia a l'Azerbaidjan per enfrontar-se a Vararanes, mentre que un segon exèrcit romà d'Orient sota el magister militum d'Armènia Joan Mistacó va organitzar un moviment de pinça al nord. A la batalla del Balàrat prop de Ganzak van derrotar decisivament a Vararanes, restaurant Còsroes II al poder i posant fi a la guerra civil. Vararanes va fugir al kanat dels Turcs i es va establir a Fergana on uns anys després fou assassinat per un sicari enviat per Còsroes II.

## Conseqüències
Després d'haver tingut un paper vital en la restauració de Còsroes II al tron, l'Imperi Romà d'Orient va quedar en una posició dominant en les seves relacions amb l'Imperi Sassànida. Còsroes no només va retornar Dara i Martyropolis a canvi de l'ajuda de Maurici, sinó que també va acceptar una nova partició del Caucas mitjançant la qual els sassànides van lliurar als romans d'Orient moltes ciutats, incloses Tigranocerta, Mantziciert, Baguana, Valarsacerta, Bagaran, Vardkesavan, Erevan, Ani, Kars i Zarisat. La part occidental del Regne d'Ibèria, incloses les ciutats d'Ardahan, Lori, Dmanisi, Lomsia, Mtskheta i Tontio es van convertir en dependències romanes d'Orient. Així mateix, la ciutat de Cytaea va ser donada a Lazica, també dependència romana d'Orient.
L'extensió del control romà d'Orient efectiu al Caucas va assolir el seu zenit històricament. A més, a diferència de treves i tractats de pau anteriors, que normalment havien implicat que els romans d'Orient fessin pagaments monetaris ja sigui per la pau, pel retorn dels territoris ocupats o com a contribució a la defensa dels passos del Caucas, no es van incloure aquests pagaments en aquesta ocasió, marcant un canvi important en l'equilibri de poder. L'emperador Maurici fins i tot estava en condicions de superar les omissions del seu predecessor als Balcans mitjançant campanyes extenses. No obstant això, aquesta situació aviat es va capgirar dràsticament, ja que l'aliança entre Maurici i Còsroes va ajudar a desencadenar una nova guerra només onze anys més tard, amb resultats catastròfics per als dos imperis.